# Маккормик, Патрисия
Патрисия Маккормик (профессионально известная как Пэт Маккормик; 12 мая 1930, Сил-Бич, Калифорния — 7 марта 2023, Ориндж, Калифорния) — американская прыгунья в воду, одержавшая победу на двух летних Олимпийских играх подряд, в 1952 и 1956 годах. Она выиграла в 1956 году премию Джеймса Салливана как лучшая спортсменка-любитель в США, став второй женщиной-победительницей премии.

## Биография
Будучи ребёнком в 1930-х — 1940-х годах, она отличалась тем, что выполняла прыжки, которые не допускались в соревнованиях для женщин (считается, что они пугали большинство мужчин), а также тренировалась у моста Лос-Аламитос в Лонг-Бич, штат Калифорния. Она посещала классическую среднюю школу Вудро Вильсона, Лонг-Бич-Сити-колледж и Калифорнийский государственный университет в Лонг-Бич.
После Олимпиады Маккормик совершала дайвинг-туры и была моделью для купальников Catalina. Она работала в организационном комитете летних Олимпийских игр 1984 года в Лос-Анджелесе и начала программу под названием «Чемпионы Пэт» — фонд, помогавший мотивировать детей мечтать о большем и определять практические пути к успеху.
Супруг Джон Маккормик был чемпионом AAU на платформе в 1950—1951 годах. Их дочь Келли (род. 1960) завоевала две олимпийские медали по прыжкам в воду. У Маккормик также был сын, который родился за пять месяцев до Олимпийских игр 1956 года.
Умерла 7 марта 2023 года в округе Ориндж штат Калифорния в возрасте 92 года.